# Хабад
Хаба́д (ивр. חב"ד‎ — сокр. от חָכְמָה, בִּינָה, דַּעַת‎ хохма́, бина́, да́ат — «мудрость, понимание, знание», названия трёх верхних сфирот в каббале, также Хабад-Любавич, любавичский хасидизм) — направление в хасидизме, иудейское религиозное движение. 
К началу XIX века насчитывало около 200 тысяч приверженцев. Движение создано ребе Шнеуром Залманом из Ляд в 1772 году. С 1940-х годов, после переезда шестого любавичского ребе в США, центр движения находится в Нью-Йорке по адресу 770 Eastern Parkway. Руководителем движения в России является главный раввин России Берл Лазар.

## Философия
Движение Хабад призывает к служению Всевышнему и исполнению законов Торы с радостью, которая возникает в результате интеллектуального понимания секретов Торы. Изучение Торы вызывает положительные эмоции. Отсюда и название-акроним «ХаБаД» — «мудрость», «понимание», «знание».
Хасидизм Хабада объясняет, каким образом при исполнении заповедей Торы еврей:
- соединяет конечный материальный мир с бесконечностью духовных миров и Создателя;
- выполняет не только миссию своего существования на земле, но и суть существования всего мира;
- кульминация проявляется в мессианской эре, приход которой произойдёт, когда разделение между материальным и нематериальными мирами разрушится.

Используя многие идеи каббалы и соединяя их с другими областями иудаизма (например, с Талмудом), Хабад стремится показать философское единство идей иудаизма и связь их с идеей единства Создателя (то есть проявить иудаизм как настоящий монотеизм), подобно тому, как талмудическое движение Тосафот (Тосфос) доказывало, что, несмотря на многочисленные поверхностные противоречия, Талмуд является единым сводом, в котором на самом деле нет противоречий.
Главное философское произведение Раби Шнеура-Залмана «Тания» является первым трудом, который систематизировал хасидскую мораль, разъяснённую на метафизических каббалистических основах.

## История
Свою историю, развитие философии и влияния движения Хабад разделяет по периодам, связанным с правлением его лидеров:

### Шнеур-Залман из Ляд (Алтер Ребе)
Рабби Шнеур-Залман родился 18-го элула 5505 года (1745). В 13 лет, когда он отмечал свою бар-мицву, выдающиеся мудрецы того поколения называли его великим гением, авторитетом в законах Торы.
В 1760 году женился на ребецн Стерне. Приложил большие усилия и потратил немалые средства, призывая евреев заняться земледелием.
В 1764 году впервые отправился в Межеричи. В 1767 году занял должность магида в Лиозно.
В 1770 году начал писать свою книгу «Шулхан Арух ха-Рав».
В 1772 основал хасидское учение ХаБаД. Призывал евреев, живших в районе Витебска, к переселению в пределы России. В 1773—1778 годах основал и занимался укреплением йешивы в Лиозно, которая была известна как «классы» («1-й класс», «2-й класс», «3-й класс»).
В 1774 вместе с р. Менахемом-Мендлом отправился в Вильно (ныне Вильнюс), чтобы встретиться с Виленским гаоном раби Элиягу с целью устранить «противоречия» между хасидами и миснагдим. Виленский Гаон отказался принять их.
В 1777 году сопровождал р. Менахема-Мендла, отправившегося в Эрец-Исраэль, и вместе с ним доехал до Могилёва-Подольского.
В 1783 году принял участие в знаменитом диспуте в Минске и победил в этом диспуте. Начиная с 1791 года его писания — касающиеся как открытой части Торы, так и её скрытой части, — получают широкое распространение.
В 1794 году опубликовал свою книгу «hильхот талмуд Тора» («Законы изучения Торы»); в 1797 году — книгу «Тания».
В 1798 году, на следующий день после окончания праздника Суккот, был арестован. 19 кислева того же года вышел на свободу.
В 1800 году, на следующий день после окончания праздника Суккот, ему было приказано прибыть в Петербург. 11 ава 5561 года (1801) вернулся из Петербурга в местечко Ляды́.
В конце месяца ав 5572 года (1812) вместе с семьёй и многочисленными хасидами покинул Ляды. 12-го тевета 5573 года (1813) прибыл в деревню Пена Курской губернии, где и скончался на исходе субботы, 24 тевета. Похоронен в городе Га́дяче Полтавской области.
После смерти своего учителя Дов-Бера из Межерича Шнеур Залман вернулся в Белоруссию и собрал вокруг себя учеников, которые стали ядром будущего любавичского хасидизма. Он стал автором книги «Тания» («Ликутей Амарим») и «Шулхан Арух ха-Рав» (свод еврейских законов в духе хасидского учения) — книг, которые легли в основу хасидизма. Рабби Шнеур Залман требовал от своих последователей углубленного изучения Торы и работы над собой, и видел себя советником и духовным руководителем. Он старался также влиять на политическую ситуацию и улучшить материальное положение евреев, за что несколько раз подвергался гонениям, и даже был заключён в Петропавловскую крепость. Однако он был освобождён и получил звание «Потомственный почётный гражданин». Его попытка найти взаимопонимание с другими течениями в иудаизме не увенчалась большим успехом.

### Дов-Бер (Мителер Ребе)
24 ноября 1773 — 28 ноября 1827
Перенёс центр движения из Ляд в Любавичи. В отличие от ребе Аарона из Староселья, подчёркивал углублённое изучение Торы и «Тании», а не экзальтированное состояние молитвы и попытку достичь единство с Всевышним таким способом. Его учениками были составлены несколько сборников его выступлений.

### Менахем-Мендл (Цемах-Цедек) Шнеерсон
20 сентября 1789 — 29 марта 1866
Последний лидер объединённого хасидизма, автор книги «Цемах-Цедек» — комментариев к недельным главам Торы и Талмуду. Ему принадлежит окончательная редакция «Тании» и других книг р. Шнеура Залмана. Р. Менахем-Мендл старался наладить дружественные отношения со всеми еврейскими лидерами его эпохи.

### Шмуэль Шнеерсон из Любавичей
1834, Любавичи — 1882, там же

### Шолом-Дов-Бер Шнеерсон из Любавичей
1860, Любавичи — 1920, Ростов-на-Дону
Создал сеть хабадских иешив «Томхей тмимим». Резко выступал против внедрения Хаскалы в еврейское образование. Впервые влияние Хабада вышло за пределы Белоруссии и Литвы, распространившись на Кавказе и в Средней Азии, а также в Америке. Был эвакуирован в Ростов-на-Дону во время Первой мировой войны, куда переместился центр движения.

### Йосеф Ицхок Шнеерсон из Любавичей
1880, Любавичи — 1950, Нью-Йорк
Вскоре после вступления на должность обозначил свою деятельность в направлении создания подпольных еврейских школ на территории Советского Союза и назначении подпольных раввинов. Центр движения при нём был в 1920—1924 годах в Ростове, затем в Малаховке возле Москвы, а затем в Ленинграде. Вскоре вступил в открытый конфликт с властями, за что был арестован и посажен в Шпалерную тюрьму в Ленинграде, затем помилован и сослан в Кострому. Был выдворен из Советского союза в Латвию в 1927 году, затем переехал в Польшу, а в 1940 году — в США. Там занялся развитием движения Хабад и его массовым распространением.

### Менахем-Мендл Шнеерсон из Любавичей
1902, Николаев, Херсонской губернии — 12 июня 1994, Нью-Йорк
Видел себя продолжателем дела своего тестя. Продолжил его деятельность по расширению деятельности Хабад в США, поддерживал контакты со своими приверженцами в СССР. Продолжил создание центров движения в крупнейших еврейских общинах мира, а также центров для туристов-евреев в Индии и Таиланде.
Пользовался уважением как еврейский духовный лидер у многих политиков США, Израиля и других стран. Внёс свой вклад в решение конфликтных ситуаций в Америке. В его время Хабад начал приобретать всё более и более выраженный мессианский характер. Ребе был объявлен Машиахом (Мессией), лидером поколения.

## Современность

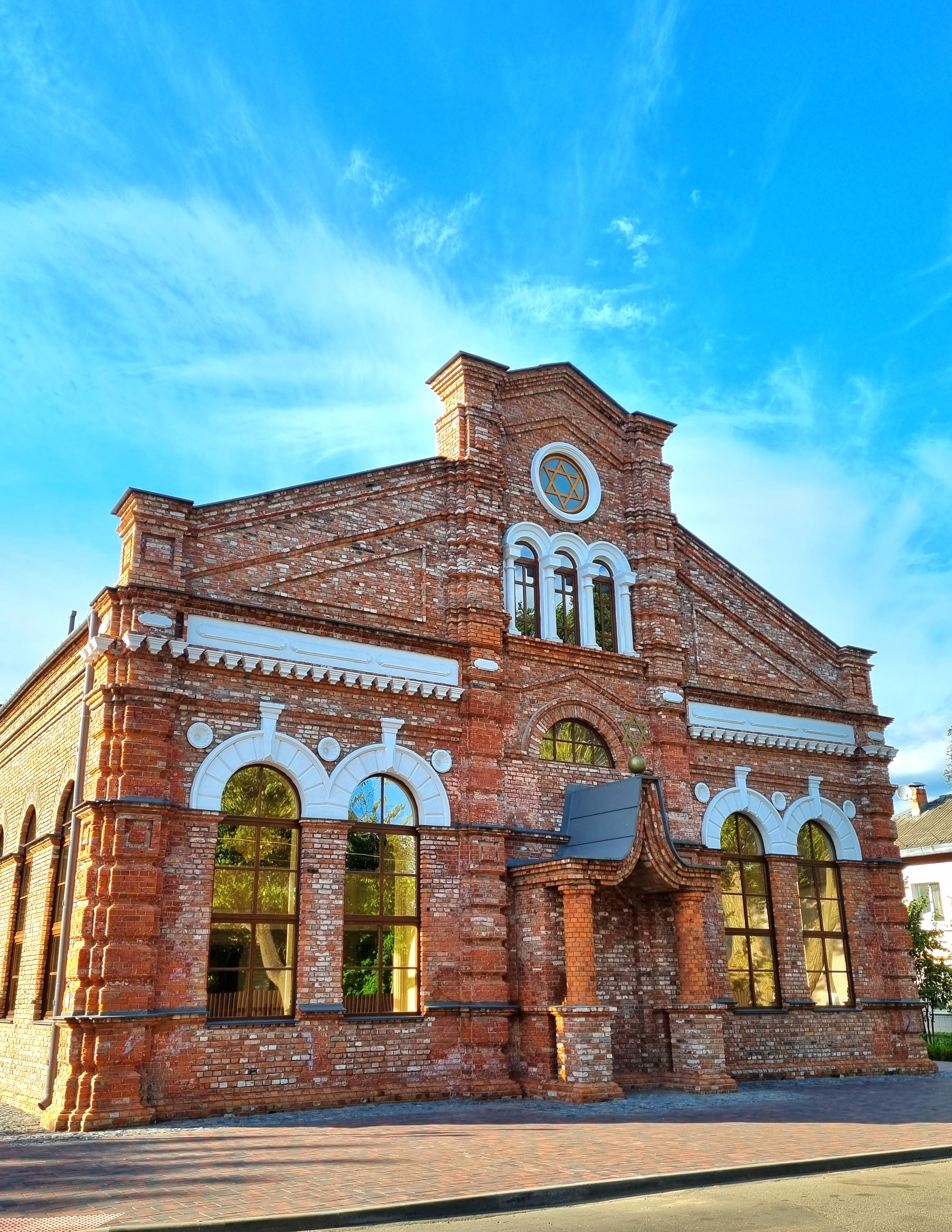
Большая Любавичская синагога в Витебске

Сегодня движение Хабад продолжает практику, начатую Шестым любавичским ребе, рассылая посланников и налаживая еврейский быт и традиционную религиозную еврейскую жизнь во всех уголках мира.

### Последователи
По количеству членов общины Хабад на сегодняшний день является третьим по численности хасидским движением. Количество постоянных прихожан общин Хабада в мире оценивается в 200 000 человек. При этом в общей сложности около миллиона евреев посещает синагоги Хабада (в том числе пользуется услугами, предоставляемыми в отделениях, называемых Бейт Хабад) как минимум раз в год.

### Количественные показатели деятельности
В соответствии с данными, предоставленными на сайте www.chabad.org (официальном сайте движения) на настоящий момент в мире функционирует около 1350 организаций движения Хабад, включая школы и другие учреждения. Официальные представители движения работают в 65 странах. В США работают около 650 организаций, 300 в Израиле, 90 в России, 80 во Франции, 60 в Канаде, 50 на Украине, 40 в Австралии и по 30 в Аргентине, Бразилии и Великобритании. Кроме того примерно по 15 организаций есть в Германии и ЮАР, по 10 в Италии, Австрии, Белоруссии, Бельгии и Нидерландах, по 6 в Китае и Узбекистане, по 5 в Таиланде и Казахстане, и по 3 в Испании и Швеции. В других 40 странах (например, в Грузии, Армении, Азербайджане, Таджикистане, Кыргызстане, Латвии, Литве, Турции, Чехии, Словакии, Венгрии) у Хабада есть весьма небольшие представительства. В соответствии с данными сайта представительства Хабада находятся в 950 городах по всему миру, в том числе 178 в Европе, 14 в Африке, 200 в Израиле, 400 в Северной Америке, 38 в Южной Америке, и около 70 в Азии (не считая Израиль, считая Россию).

### Посланники Ребе (Шлухим)
Продолжая инициативу Шестого Любавичского ребе, Менахем-Мендл Шнеерсон, став в 1950—1951 году Любавичским Ребе, дал начало движению, которое стало известным как «Шлихут» (ивр. «деятельность посланников», «посланничество»). В результате, посланники Ребе (ивр. שלוחים‎ Шлухи́м; в единственном числе обычно ивр. שליח‎ Шали́ах) разъехались по всеми миру с целью стимулировать соблюдение заповедей евреями, которые не соблюдали их в должной мере до этого. Посланники всесторонне помогают евреям соблюдать заповеди, причём помощь выражается как в духовном руководстве и обучении, так и в материальной помощи нуждающимся. Декларируемой целью работы посланников является поощрение изучения евреями наследия своего народа и соблюдение заповедей иудаизма.
За 60 лет существования данного движения были подготовлены тысячи раввинов, учителей, шойхетов и моэлей, которые разъехались по разным уголкам мира. Обычно, посланниками, прибывающими в новый город, является молодая семья (в возрасте 23—26 лет) с одним или двумя детьми.
Движение ХаБаД представлено в различных странах мира. Посланники Ребе открывают в тех городах, в которых живут евреи, или в которых много туристов евреев (Таиланд, Индия) синагоги, которые называют «Бейт Хабад» (дословно «Дом Хабада»). В этих местах организуется уроки Торы, молитвы, праздничные трапезы.

### Бейт Хабад
«Дом хабада» (англ. Chabad House) — разновидность еврейского общинного центра, который организуется посланником (Шалиахом). Зачастую, Бейт Хабад является базой для всех образовательных и социальных программ посланника и его коллег по работе в общине. Обязательным элементом Бейт Хабада является синагога, но при этом, в отличие от большинства других синагог, большая часть прихожан — это евреи, которые недавно начали соблюдать заповеди, или не соблюдающие их вовсе.
Зачастую, когда средств общины не хватает на приобретении или аренду отдельного помещения, функцию Бейт Хабада выполняет квартира, в которой со своей семьёй живёт посланник, где в качестве синагоги выступает гостиная.
Термин «Бейт Хабад» (точнее английская версия наименования — «Chabad House») впервые был использован при создании раввином Шломо Куниным Бейт Хабада в кампусе Калифорнийского университета в Лос-Анджелесе.
Обычно Бейт Хабад является образовательным и религиозным центром. Работники Бейт Хабада делают всё для того, чтобы впервые пришедший в общину еврей не почувствовал себя неприятно по какой-либо причине (отсутствие достаточных знаний о еврействе по сравнению с другими прихожанами и другие).

### Заповеди (мицвот)
Раввины Хабада призывают каждого еврея не только самому соблюдать заповеди, но и стимулировать других евреев, в том числе не религиозных, соблюдать максимальное количество заповедей. Раввины систематически подчёркивали в своём учении, что соблюдение заповедей всеми евреями напрямую влияет на срок прихода Мошиаха, и соответственно, чем больше евреев будут соблюдать заповеди, тем быстрее придёт Мошиах.
Раби Менахем-Мендл обращался со следующим призывом к каждому еврею: «Даже если твоя жизнь в целом далека от идеалов Торы, начни соблюдать хотя бы какую-нибудь заповедь, так как исполнение любой заповеди имеет непреходящую ценность, которая не зависит от соблюдения всех остальных заповедей».
Раби Менахем-Мендл также выделил десять специфических заповедей (в некоторых случаях групп заповедей), на которых, по его мнению, шалиахам стоит делать акцент при работе с не соблюдающими заповеди евреями. Данные заповеди принято называть мивцоим (с иврита ед. ч. мивца, мн. ч. мивцоим — «кампания; проект»):
1. Зажигание свечей перед Шаббатом и праздниками еврейскими женщинами и девочками.
2. Исполнение заповеди тфилин.
3. Прикрепление мезузы.
4. Регулярное изучение Торы.
5. Цдака («благотворительность»).
6. Приобретение еврейских книг.
7. Соблюдение кашрута.
8. Любовь к ближнему.
9. Еврейское образование.
10. Соблюдение законов семейной чистоты.

## Хабад в мире

### Израиль
Основным центром хабадских хасидов в Израиле считается Кфар-Хабад, находящийся в центре страны. Он был основан по призыву Шестого любавичского Ребе. Там есть школа для девочек, иешива, проводятся свадьбы, там была построена копия дома Любавичского Ребе, находящегося в Америке, с соблюдением всех пропорций.
Хабадники организовывают уроки Торы для разных слоёв населения, проверяют мезузы и тфилин, обеспечивают едой и одеждой семьи нуждающихся, заботятся о больных и роженицах, помогают откашеровать кухню.
Хабадники не имеют своей партии.

### Россия
Организацией, координирующей деятельность Хабада на территории России, является Федерация еврейских общин России, президентом которой является Александр Моисеевич Борода.
В настоящий момент руководит движением Хабад в Российской Федерации раввин Берл Лазар, выдвинутый от Федерации еврейских общин России.
В федерацию входит 200 общин из 178 городов России, при этом в 42 городах работают раввины (данные на 2007 год).
В 2012 году ФЕОР открыла Еврейский музей и центр толерантности в здании бывшего Бахметьевского гаража, в Марьиной Роще, на северо-востоке Москвы.
13 июня 2013 года в этом музее открылось подразделение Российской государственной библиотеки, куда переехали книги из коллекции семьи Шнеерсон. На этом мероприятии присутствовал президент Владимир Путин и представители еврейских общин России. Книги доступны каждому, достигшему 18 лет.

### Украина
После 1991 года движение Хабад широко распространилось в крупных городах Украины, а его центром стал город Днепр (бывший Днепропетровск), с которым связаны детские и юношеские годы Седьмого любавического ребе.
В 2012 году в центре Днепропетровска открыт крупнейший в мире (площадью 120 тыс. м²) центр «Менора».
Членами попечительского совета еврейской хабадской общины города являются крупнейшие украинские бизнесмены И. Коломойский, Г. Боголюбов, В. Пинчук и другие.
Главным раввином Днепра с 1994 года является Шмуэль Каминецкий, начавший свою деятельность в городе ещё в 1990 году.

### Индия
26 ноября 2008 года Бейт-Хабад в Мумбаи, где в то время находилось около 10 человек, подвергся нападению террористов. Они убили 6 человек: это посланник Хабада в Мумбаи раввин Гавриэль-Ноах Гольцберг, его жена Ривка, раввин Лейбуш Тейтельбойм, инспектор кашрута, израильтянка по имени Йохевед Орпаз, Бен-Цион Кроман и гражданка Мексики Норма Шварцблат, которая должна была на следующий день совершить алию в Израиль. 3 человека спаслись, в том числе двухлетний сын раввина Гольцберга: его вынесла на руках индианка Сандра, работавшая в семье его родителей.

### Казахстан
С 1994 года главным раввином Казахстана является раввин Ешая Элазар Коген, вдохнувший жизнь в еврейские общины Алма-Аты, Усть-Каменогорска, Павлодара, Астаны, Костаная и Караганды. Сегодня в каждом из этих городов существуют общинные центры, сеть синагог, миквы, и осуществляется поставка кошерных продуктов.
В Алма-Ате похоронен Леви Ицхак Шнеерсон, главный раввин Екатеринослава (Днепропетровска) с 1909 по 1939 год, автор трудов по каббале и хасидскому учению, праправнук по отцовской линии третьего любавического ребе Менахем-Мендла (Цемах Цедека) и отец Седьмого любавического ребе Менахем-Мендла Шнеерсона, в 1939 году обвинённый компартией в антисоветской деятельности и сосланный в Казахстан в посёлок Чиили (совр. назв. — Шиели), в последние дни жизни получил разрешение переселиться в Алма-Ату.

## Праздники Хабада
Кроме общееврейских праздников, любавичские хасиды отмечают ряд памятных дат из истории движения:
- 20 Хешвана — день рождения ребе РАШАБа (Пятого Любавического Ребе).
- 19 Кислева — праздник освобождения Алтер Ребе из Петропавловской крепости (27 ноября 1798 года). Многие источники, прежде всего хасидские, называют этот праздник «новым годом хасидизма», или «Рош-Ашана хасидизма».[15][16][17]
- 10 Швата — ребе Менахем Мендель Шнеерсон стал главой Хабада.
- 11 Нисана — день рождения Менахема Менделя Шнеерсона (Седьмого Любавического Ребе).
- 12 Тамуза — Праздник Освобождения Шестого Любавического Ребе.
- 18 Элула — день рождения Баал-Шем-Тов и Алтер Ребе

## Критика
В последний период жизни Менахем-Мендла Шнеерсона и особенно после его смерти со стороны ортодоксального еврейского сообщества появляются обвинения любавичских хасидов в мессианизме и отходе от традиционного еврейского мировоззрения, связанные с существующими внутри организации взглядами на личность покойного лидера.
Уже при жизни М-М. Шнеерсона значительная часть любавичских хасидов начала верить в мессианскую роль своего цадика, что проявилось в титуловании его «королём Машиахом», произнесении соответствующей бенедикции и ряде других исключительных почестей. Смерть Шнеерсона вызвала кризис в движении. Часть хасидов признаёт кончину лидера, но верит в его второе пришествие. Другие полагают, что цадик жив, но «скрыт» от других людей.
С критикой происходящих в Хабаде изменений выступали Элиэзер Менахем Шах.
В то же время в среде ортодоксального иудаизма отсутствует консенсус в отношении движения в целом, что проявилось, в частности, в разногласиях по вопросу гиюра кандидата, верящего в мессианство любавичского ребе.
Сторонники теории иудео-масонского заговора и представители антисемитских организаций обвиняют Хабад, как и другие еврейские общества и евреев в целом, в попытках подчинения правительств стран проживания.
Одним из критиков Хабада на Украине является харьковчанин Эдуард Ходос, автор многих скандальных антисемитских книг, в том числе книги о движении Хабад на Украине — «Еврейский фашизм, или Хабад — дорога в ад».